# 尚侍
尚侍（ないしのかみ/しょうじ）とは、日本の律令制における官職で、内侍司の長官（かみ）を務めた女官の官名。

## 概要
准位は従五位のち従三位。定員は2名。多くは摂関家などの有力な家の妻や娘から選任された。天皇に側仕えし、臣下が天皇に対して提出する文書を取り次いだり、天皇の命令を臣下に伝えること（内侍宣）などをした。もともと、これらの職掌は尚侍のみのものであって、典侍以下が扱うことはできなかった。奈良時代から平安時代前期には尚蔵を兼ねることもあった。
記録上に残る最古の尚侍は、奈良時代における藤原房前の娘で藤原仲麻呂の妻となっていた藤原宇比良古である。また、藤原種継の娘で藤原縄主の妻となっていた藤原薬子が平城天皇の寵愛を受けて権勢を振るったことは知られている。
10世紀末頃から女御･更衣に準じて後宮に列するようになり、実際の女官としての業務は典侍以下が担ったと思われる。また、藤原威子（後一条天皇中宮）のように、東宮妃・后妃となる前に箔付けのために尚侍となった例もある。後二条天皇代の尚侍一条頊子は天皇崩御後、万秋門院の女院号を授与された。
平安時代後期から尚侍はほとんど任命されなくなり、室町時代以降の中世後期には任命の例は無くなった。その後、明治時代の女官制度改革によって宮中女官の最高の官名とされたが、実際に任命された例はない。大正時代末期に摂政宮（昭和天皇）の女官制度改革によって、その職名も廃止されるに至った。